# 19.º Exército (Alemanha)
A 19ª Exército (em alemão:19. Armee) foi um exército de campo alemão durante a Segunda Guerra Mundial.

## Comandantes
| Comandante                                    | Data                                              |
| --------------------------------------------- | ------------------------------------------------- |
| General der Infanterie Georg von Sodenstern   | 26 de agosto de 1943 - 29 de junho de 1944        |
| General der Infanterie Friedrich Wiese        | 29 de junho de 1944 - 15 de dezembro de 1944      |
| General der Infanterie Siegfried Rasp         | 15 de dezembro de 1944 - 26 de fevereiro de 1945  |
| General der Infanterie Hermann Foertsch       | 26 de fevereiro de 1945 - 28 de fevereiro de 1945 |
| General der Infanterie Hans von Obstfelder    | 1 de março de 1945 - 26 de março de 1945          |
| General der Panzertruppen Erich Brandenberger | 26 de março de 1945 - 5 de maio de 1945           |

## Chiefs of Staff
| Generalleutnant Walter Botsch | 26 de agosto de 1943 - 1 de janeiro de 1945 |
| Oberst Kurt Brandstädter      | 1 de janeiro de 1945 - 5 de maio de 1945    |

## Oficiais de operações
| Oberst Friedrich Schulz        | 26 de agosto de 1943 - 5 de novembro de 1944    |
| Oberstleutnant Walter Barth    | 5 de novembro de 1944 - 25 de fevereiro de 1945 |
| Oberstleutnant Wilhelm Schäfer | 25 de fevereiro de 1945 - 5 de maio de 1945     |